# Konungs skuggsjá

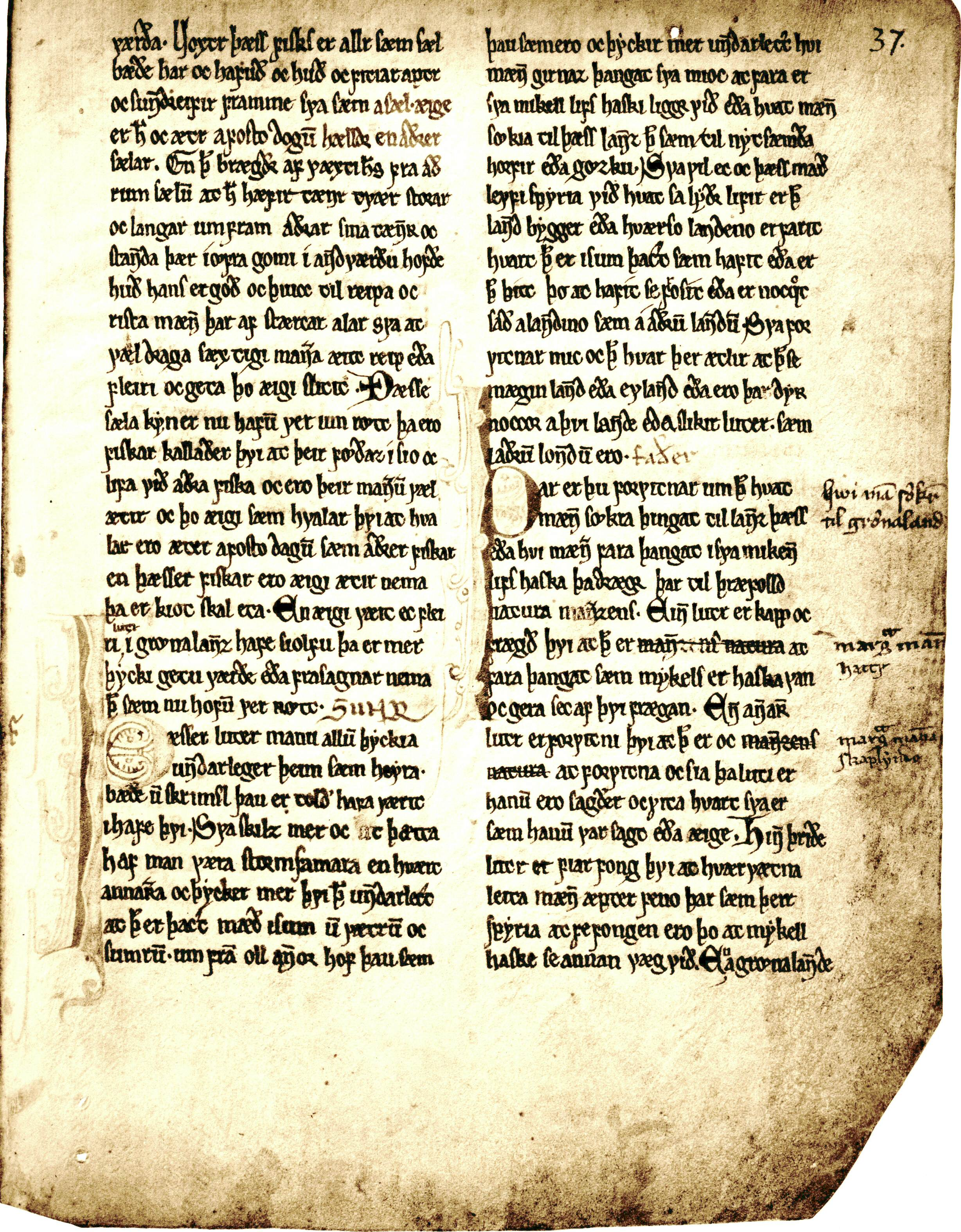
Una pagina del Konungs skuggsjá

Il Konungs skuggsjá (in norreno: "specchio del re") è un testo didattico composto tra il 1247 e il 1262, pensato per l'educazione dei figli di re Haakon il Vecchio,  Magnus Lagabøter e Haakon il Giovane (anche se il testo è rivolto a tutti i membri della corte). Il suo autore, probabilmente un ecclesiastico della corte del re, è rimasto anonimo.
Si tratta di uno speculum principis, strutturato come un dialogo tra un padre che consiglia suo figlio su questioni morali, economiche, militari, naturali, religiose e di altro genere.
Una traduzione in lingua latina del testo venne scritta nel XIV secolo, questa volta per Ingeborg di Norvegia, figlia di Haakon V e di Eufemia di Rügen.